# Points de repères
 (novembre 2021).
Points de repères (en allemand : Im Lauf der Zeit) est une série d'animation documentaire en 39 épisodes de 26 minutes co-produite par Mad Films, Triarii Prod, Les Films de la Butte et Arte G.E.I.E, et diffusée du 2 octobre 2016 au  9 juin 2019 sur Arte.

## Synopsis
Points de Repères raconte des périodes clés de l'Histoire à travers ces petits événements qui ont changé la face du monde à travers toutes les possibilités. 

## Épisodes

### Saison 1 (2016)
| no | Titre français                           | Première diffusion française |
| -- | ---------------------------------------- | ---------------------------- |
| 1  | Bouvines, la France en péril             | 2 octobre 2016               |
| 2  | Gengis Khan, l'empire des steppes        | 9 octobre 2016               |
| 3  | Alexandre devient grand                  | 16 octobre 2016              |
| 4  | Sekigahara, la bataille des samouraïs    | 23 octobre 2016              |
| 5  | Darwin à la découverte du monde          | 30 octobre 2016              |
| 6  | Tchernobyl, un réacteur hors de contrôle | 6 novembre 2016              |
| 7  | Un bus pour Martin Luther King           | 13 novembre 2016             |
| 8  | Confucius et la Pensée chinoise          | 20 novembre 2016             |
| 9  | Andrinople, Rome face aux Barbares       | 27 novembre 2016             |
| 10 | Einstein et le Projet Manhattan          | 4 décembre 2016              |
| 11 | Rock liberté et décibels                 | 11 décembre 2016             |
| 12 | Un petit tour sur la lune                | 18 décembre 2016             |
| 13 | Internet, les origines du web            | 25 décembre 2016             |

### Saison 2 (2017-2018)
| no | #  | Titre français                                 | Première diffusion française |
| -- | -- | ---------------------------------------------- | ---------------------------- |
| 14 | 1  | Dunkerque, tenir à tout prix                   | 8 octobre 2017               |
| 15 | 2  | Aral, une mer pour du coton                    | 15 octobre 2017              |
| 16 | 3  | Cuba, bras de fer nucléaire                    | 22 octobre 2017              |
| 17 | 4  | Constantinople, d'un empire à l'autre          | 29 octobre 2017              |
| 18 | 5  | Cortès, au cœur de l'empire Aztèque            | 5 novembre 2017              |
| 19 | 6  | La Ruée vers l'or, pour une poignée de pépites | 12 novembre 2017             |
| 20 | 7  | La peste noire, l'ennemie invisible            | 3 décembre 2017              |
| 21 | 8  | La Fronde, la valse du pouvoir                 | 17 décembre 2017             |
| 22 | 9  | Al Capone, enfant de la prohibition            | 7 janvier 2018               |
| 23 | 10 | Les Jeux olympiques, miroir de la société      | 1er février 2018             |
| 24 | 11 | Gutenberg, l'inventeur visionnaire             | 25 février 2018              |
| 25 | 12 | Les suffragettes, à la conquête des urnes      | 4 mars 2018                  |
| 26 | 13 | Chute de Québec, la France perd l'Amérique     | 1er avril 2018               |

### Saison 3 (2019)
| no | #  | Titre français                                                | Première diffusion française |
| -- | -- | ------------------------------------------------------------- | ---------------------------- |
| 27 | 1  | Gandhi, la force de la volonté                                | 3 février 2019               |
| 28 | 2  | Vikings, à l'assaut de l'Empire franc                         | 10 février 2019              |
| 29 | 3  | Champollion fait parler la pierre                             | 3 mars 2019                  |
| 30 | 4  | Koursk, l'URSS contre-attaque                                 | 17 mars 2019                 |
| 31 | 5  | Lawrence d'Arabie, pour une poignée de sable                  | 31 mars 2019                 |
| 32 | 6  | Auguste, Empereur de la République                            | 14 avril 2019                |
| 33 | 7  | Deepwater, un océan de pétrole                                | 21 avril 2019                |
| 34 | 8  | Apartheid, la spirale de la peur                              | 28 avril 2019                |
| 35 | 9  | Cook, à la poursuite des terres australes                     | 5 mai 2019                   |
| 36 | 10 | Ðiện Biên Phủ, une bataille perdue d’avance                   | 19 mai 2019                  |
| 37 | 11 | Les gueules noires, combustible de la révolution industrielle | 26 mai 2019                  |
| 38 | 12 | Encyclopédie, oser savoir                                     | 2 juin 2019                  |
| 39 | 13 | Carthage, rivale de Rome                                      | 9 juin 2019                  |

## Fiche technique
- Créateurs : Pierre Lergenmüller et Jean Mach
- Auteurs: Pierre Lergenmüller
- Réalisateur : Pierre Lergenmüller[1] et Benjamin Barbelet (Saison 3)
- Musique : Thomas Lergenmüller, Aurélien Marini et Audrey Lergenmuller-Husson
- Voix française : Michel Roy et Karine Pinoteau (saison 1 et 2) - Michel Roy, Jacques Chaussepied et Karine Pinoteau (Saison 3)
- Historiens : Vincent Challet, Benoît Humbert, Jany D’Hondt, Corentin Olive et Suzie Sordi
- Années de production : 2016-2017-2018-2019
- Sociétés de production : Mad Films, Triarii Prod, Les Films de la Butte et Arte G.E.I.E

Les différents stades de la réalisation des épisodes sont effectués intégralement à Montpellier.

## Autour de la série
- La saison 2 commandée par Arte[3] sera diffusée à partir du 8 octobre 2017[4],[2].
- Un épisode de la saison 2 intitulé : Dunkerque, tenir à tout prix est sorti en avant première sur Arte.tv à l'occasion de la sortie du film de Christopher Nolan[5].
- En mars 2018 la saison 3 de Points de repères entre en production[6].
- Un épisode spécial de Points de Repères en Réalité virtuelle vous plaçant au cœur de l'éruption du Vésuve à Pompéi a été créé[2].